# Ceratosebacina calospora
Ceratosebacina calospora (Bourdot & Galzin) P. Roberts – gatunek grzybów z rzędu uszakowców (Auriculariales).

## Systematyka i nazewnictwo
Pozycja w klasyfikacji według Index Fungorum: Ceratosebacina, Incertae sedis, Auriculariales, Auriculariomycetidae, Agaricomycetes, Agaricomycotina, Basidiomycota, Fungi.
Po raz pierwszy opisali go w 1924r. Hubert Bourdot i Amédée Galzin, nadając mu nazwę Exidiopsis calospora. W 1998 r. P. Roberts przeniósł go do rodzaju Ceratosebacina. Synonimy:
- Exidiopsis calospora Bourdot & Galzin 1924
- Sebacina calospora (Bourdot & Galzin) Bourdot & Galzin 1928

W 2003 r. Władysław Wojewoda zaproponował polską nazwę łojek długozarodnikowy dla synonimu Sebacina calospora. Jest niespójna z aktualną nazwą naukową.

## Morfologia
Teleomorfa
Owocnik rozpostarty, cienki, często niewidoczny makroskopowo; jeśli widoczny, oprószony do galaretowatego, szklisty do szarawego. Podstawki powstające na rozgałęzionych strzępkach wznoszących się z bocznej, podrzędnej warstwy. Strzępki o średnicy 1,5–5 µm, cienkościenne, bez sprzążek. Podstawki 5–10 × 1,5–3,5 µm, 2-4 komórkowe (czasami bez przegród), kuliste do jajowatych, o średnicy 6–11 µm z 2–4 sterygmami, zazwyczaj krótkimi, podobnymi do Ceratobasidium. Bazydiospory 19–30(–43) × 2,5–4,5 µm, wydłużone, proste lub robakowate (Q = 7,5–9,5), niektóre wytwarzają wtórne zarodniki przez replikację.
Anamorfa
W postaci licznych, białych skupisk strzępek złożonych z beczkowatych komórek.

## Występowanie i siedlisko
Występuje w Europie i Australazji, w tym także w Polsce.
Saprotroficzny grzyb nagrzybny i nadrzewny występujący w lasach liściastych na starych owocnikach grzybów i na drewnie.